# Yuecheng
För andra betydelser, se Yuecheng (olika betydelser).
Yuecheng är ett stadsdistrikt i östra Kina, och tillhör stadsprefekturen Shaoxing i provinsen Zhejiang. Distriktet täcker Shaoxings huvudsakliga [[stad på prefekturnivå]] och hade 633 118 invånare vid folkräkningen år 2000, varav 237 276 invånare bodde i centrala Shaoxing. Andra större orter inom distriktet är (med invånarantal 2000) Jianhu (72 403) och Gaobu (57 003). Yuecheng var år 2000 indelat i sex stadsdelsdistrikt (jiedao), sex köpingar (zhèn) och fem socknar (xiāng). ).